# Fellhorn
El Fellhorn és una muntanya de 2.038 metres situada als Alps Allgäu prop d'Oberstdorf, a la frontera entre Àustria i Alemanya.

## Galeria

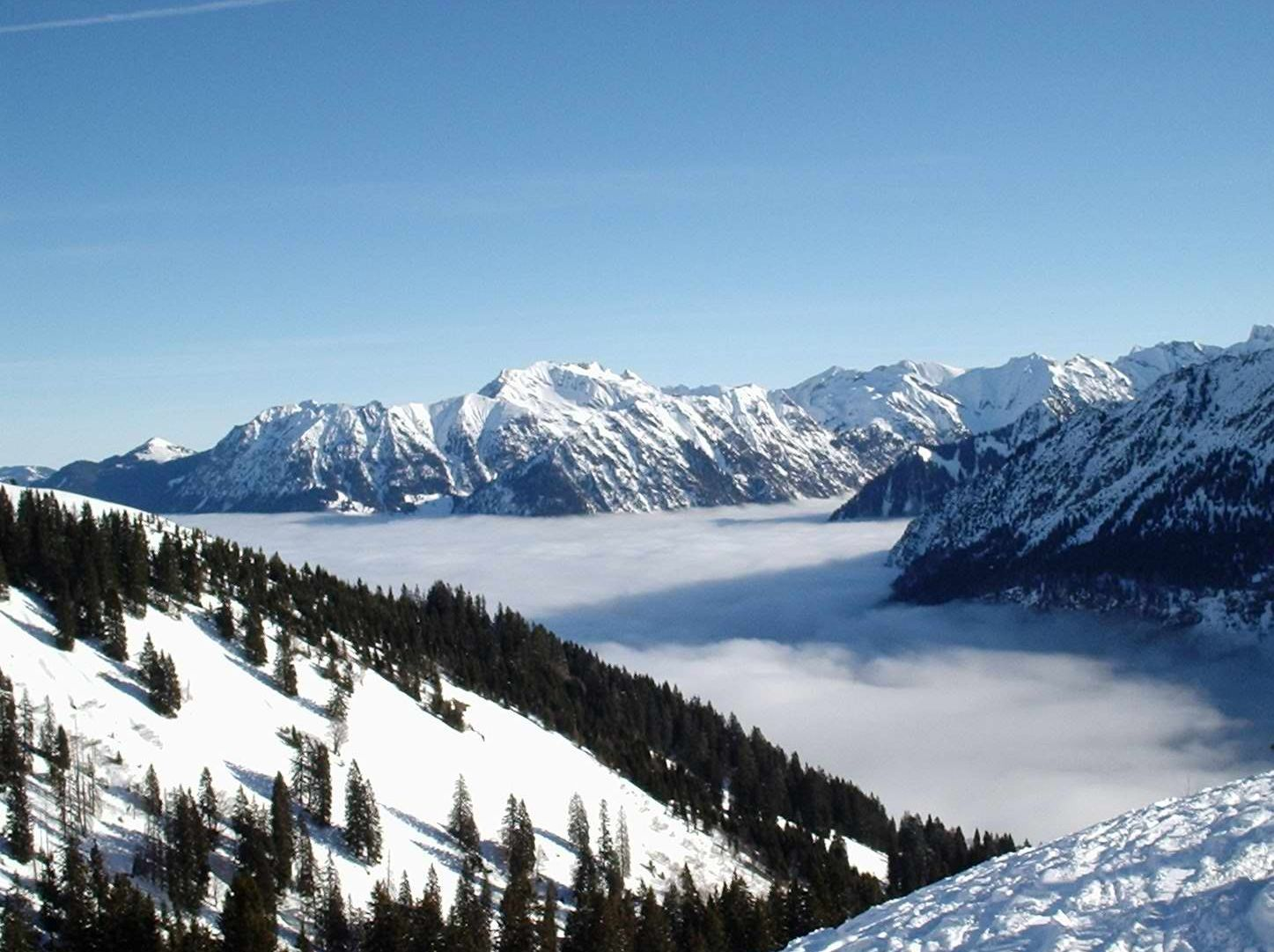
Fellhorn a l'hivern